# Anastrangalia haldemani
Anastrangalia haldemani är en skalbaggsart som först beskrevs av Thomas Casey 1891.  Anastrangalia haldemani ingår i släktet Anastrangalia och familjen långhorningar. Inga underarter finns listade i Catalogue of Life.